# Orthoperus atomus
Orthoperus atomus is een keversoort uit de familie molmkogeltjes (Corylophidae). De wetenschappelijke naam van de soort werd in 1808 gepubliceerd door Leonard Gyllenhaal.